# 施馬田
施馬田（Martin Christopher SAYER，1987年6月20日—2023年7月25日），香港網球員，曾高踞全美青少年網球排名榜第14位。單打世界排名最高為1303位，雙打則為1336位。

## 簡歷
2002年代表香港參加台維斯盃少年組的賽事，2005年首次代表香港參加台維斯盃，並在賽事中取得11勝3負的戰績。現正在美國邁亞密一所大學攻讀學位，並有參加NCAA的比賽，在2008/09年的賽季中取得參賽以來的第100場單打勝仗，亦自06年開始連續3年獲得NCAA Men's Division I Big South Conference Player of the Year Award。
根據台維斯盃官方網頁的紀錄，施馬田與洪立熙的雙打組合是港隊史上成績最好的一隊，共取得4勝1負的成績。此外，2009年3月，施馬田於是項盃賽第一圈首回合的賽事中出戰菲律賓代表馬密特，雙方總共打了58局，為香港於台盃參賽以來單場最多局數的比賽，該場球賽施馬田最終以4-6,6-4,6-3,6-7,7-9惜敗給對手。
2010年，代表中國香港參加2010年亞洲運動會，出戰男子單打、混合雙打和男子團體項目，惟兩項賽事都於首場落敗後出局。

## 外部連結
- 施馬田（英文/西班牙文）的官方資料
- 施馬田的國際網球總會 職業／青少年 官方資料（英文）
- 施馬田的官方資料（英文）